# Anne-Margrethe Laxholm
Anne-Margrethe Laxholm (født 14. oktober 1951 i Humlebæk) er en dansk danser, danseinstruktør, dansedommer og virksomhedsleder. Hun har bl.a vundet en række medaljer  ved VM og EM i sportsdans.

## Karriere

### Dans
Anne Laxholm begyndte at danse allerede som fireårig, og som femtenårig kom hun til at danse med Hans-Henrik Laxholm, der senere skulle blive hendes mand. Parret vandt adskillige mesterskaber, både som amatører og professionelle. De første internationale medaljer vandt parret som amatører i 1977, hvor det blev til bronze ved EM i standarddanse. To år senere vandt parret guld, og samme år blev det også til VM-guld. Efter at have gentaget bedriften ved VM året efter blev Anne og Hans-Henrik Laxholm professionelle, og i 1982 vandt de de første medaljer, da det blev til VM-bronze. Senere vandt parret flere bronze- og sølvmedaljer ved VM, og i 1985 vandt de EM-guld som professionelle. I 1989 besluttede parret at stoppe deres aktive karriere.
Hun underviser på sin egen danseskole, Dance Academy Laxholm i Hørsholm.
Fra 2005 og fremefter har hun været en fast del af dommerpanelet i underholdningsprogrammet  Vild med Dans på TV 2.

### Forretning
Sideløbende med dansekarrieren etablerede Anne og Hans-Henrik Laxholm virksomheden Chrisanne, der solgte dansekjoler og stof hertil. Det var primært Anne Laxholm, der drev dette firma, der på et tidspunkt havde 65 ansatte.

## Privatliv
Anne Laxholm voksede op i Humlebæk. Hun har en uddannelse som tresproglig korrespondent, og hun blev gift med Hans-Henrik Laxholm i 1973. Mens parret var aktive dansere, boede de en stor del af tiden i London, og efter 29 år flyttede de i 2001 permanent tilbage til Danmark og bor nu i Rungsted. Parret har datteren Lisamaria sammen.
Anne Laxholm er ambassadør for Osteoporoseforeningen samt for golfturneringen Pink Cup for brystkræftramte kvinder. En af hendes store hobbyer er netop golf.